# Stressed Out
"Stressed Out" là một bài hát của bộ đôi nhóm nhạc người Mỹ Twenty One Pilots nằm trong album phòng thu thứ tư của họ, Blurryface (2015). Nó được phát hành lần đầu tiên vào ngày 28 tháng 4 năm 2015 như là một đĩa đơn quảng bá, trước khi được chọn làm đĩa đơn chính thức thứ tư từ album vào ngày 10 tháng 11 năm 2015 bởi Fueled by Ramen. "Stressed Out" được viết lời bởi giọng ca chính của nhóm Tyler Joseph, người đã viết lời trong hầu hết những tác phẩm trong sự nghiệp của Twenty One Pilots, trong khi phần sản xuất được đảm nhiệm bởi Mike Elizondo, và ông cũng tham gia đồng sản xuất cho ba bài hát khác từ Blurryface. Đây là một bản rap rock mang nội dung đề cập đến nỗi nhớ về những ký ức đẹp thời thơ ấu, sự khó khăn khi phải đối mặt với những áp lực của tuổi trưởng thành và những mối quan hệ gia đình, được thể hiện thông qua quan điểm của "Blurryface", một nhân vật hư cấu được nhóm tạo ra để đại diện cho toàn bộ album.
Sau khi phát hành, "Stressed Out" nhận được những phản ứng tích cực từ các nhà phê bình âm nhạc, trong đó họ đánh giá cao cấu trúc âm nhạc hấp dẫn, chất giọng của Joseph cũng như quá trình sản xuất nó. Ngoài ra, bài hát còn gặt hái nhiều giải thưởng và đề cử tại những lễ trao giải lớn, bao gồm hai đề cử giải Grammy cho Thu âm của năm và Trình diễn song tấu hoặc nhóm nhạc pop xuất sắc nhất tại lễ trao giải thường niên lần thứ 59, và chiến thắng một giải sau. "Stressed Out" cũng tiếp nhận những thành công vượt trội về mặt thương mại, đứng đầu các bảng xếp hạng ở Mexico và Ba Lan, đồng thời lọt vào top 10 ở hầu hết những quốc gia nó xuất hiện, bao gồm vươn đến top 5 ở những thị trường lớn như Úc, Áo, Canada, Pháp, Đức, Ireland, New Zealand và Thụy Sĩ. Tại Hoa Kỳ, nó đạt vị trí thứ hai trên bảng xếp hạng Billboard Hot 100, trở thành đĩa đơn đầu tiên của Twenty One Pilots vươn đến top 5 và đạt thứ hạng cao nhất của họ tại đây.
Video ca nhạc cho "Stressed Out" được đạo diễn bởi Mark C. Eshleman, trong đó bao gồm những cảnh Joseph và thành viên còn lại của nhóm Josh Dun lái những chiếc xe đạp ba bánh cỡ lớn để đến nhà của nhau và thu âm. Để quảng bá bài hát, nhóm đã trình diễn nó trên nhiều chương trình truyền hình và lễ trao giải lớn, bao gồm Jimmy Kimmel Live!, Late Night with Seth Meyers, BBC Radio 1's Big Weekend năm 2016, Lễ hội âm nhạc iHeartRadio năm 2016 và giải thưởng Âm nhạc Mỹ năm 2016, cũng như trong nhiều chuyến lưu diễn của họ. Kể từ khi phát hành, "Stressed Out" đã được hát lại và sử dụng làm nhạc mẫu bởi nhiều nghệ sĩ, như Jimmy Fallon, Our Last Night, Sam Tsui và Frances, cũng như xuất hiện trong một tập của bộ phim truyền hình Supergirl. Tính đến nay, nó đã bán được hơn 11 triệu bản trên toàn cầu, trở thành đĩa đơn bán chạy thứ mười của năm 2016 cũng như là một trong những đĩa đơn bán chạy nhất mọi thời đại.

## Tổng quan và sáng tác
Bài hát tập trung vào nỗi nhớ về thời thơ ấu, áp lực của tuổi trưởng thành và những mối quan hệ gia đình; nó nói về cách nhìn của "Blurryface", nhân vật chủ đề trong album. Dòng ca từ, "Tôi tên là Blurryface và tôi quan tâm những gì bạn nghĩ" được nghe ở đầu đoạn điệp khúc, ám chỉ đến cách thể hiện của nhóm đối với album. Cao độ trong nhịp bài hát từ E3 đến A4.

## Video ca nhạc
Video ca nhạc cho "Stressed Out" được đăng tải lên Youtube vào ngày 27 tháng 4 năm 2015 và do Mark C. Eshleman của Reel Bear Media đạo diễn. Trong video, nhóm cưỡi một chiếc xe đạp ba bánh đến nhà của nhau để thu âm bài hát. Họ quay hầu hết video của "Stressed Out" tại ngôi nhà lúc nhỏ của Josh Dun tại Ohio. Nhiều thành viên trong gia đình của Dun và Tyler Joseph cũng xuất hiện trong video. Nó đã nhận được một đề cử cho Video xuất sắc nhất tại giải thưởng âm nhạc Alternative Press năm 2016.

## Danh sách bài hát
Tải kĩ thuật số
1. "Stressed Out" – 3:22

Đĩa CD
1. "Stressed Out" – 3:22
2. "Stressed Out" (Dave Winnel phối lại) – 3:22

## Thành viên thực hiện
- Tyler Joseph – hát, piano, lập trình, synthesizer, guitar bass
- Josh Dun – trống, nhạc cụ
- Mike Elizondo – bass, đàn phím

## Xếp hạng
| Bảng xếp hạng (2015-16)                   | Vị trí cao nhất |
| ----------------------------------------- | --------------- |
| Argentina (Monitor Latino)                | 14              |
| Úc (ARIA)                                 | 2               |
| Áo (Ö3 Austria Top 40)                    | 2               |
| Bỉ (Ultratop 50 Flanders)                 | 3               |
| Bỉ (Ultratop 50 Wallonia)                 | 7               |
| Canada (Canadian Hot 100)                 | 3               |
| Cộng hòa Séc (Rádio Top 100)              | 2               |
| Cộng hòa Séc (Singles Digitál Top 100)    | 1               |
| Đan Mạch (Tracklisten)                    | 10              |
| Phần Lan (Suomen virallinen lista)        | 7               |
| Pháp (SNEP)                               | 2               |
| Đức (Official German Charts)              | 3               |
| Hungary (Rádiós Top 40)                   | 27              |
| Hungary (Single Top 40)                   | 11              |
| Hungary (Stream Top 40)                   | 10              |
| Ireland (IRMA)                            | 5               |
| Israel (Media Forest)                     | 2               |
| Ý (FIMI)                                  | 7               |
| Mexico (Monitor Latino)                   | 1               |
| Hà Lan (Dutch Top 40)                     | 3               |
| Hà Lan (Single Top 100)                   | 8               |
| New Zealand (Recorded Music NZ)           | 5               |
| Na Uy (VG-lista)                          | 6               |
| Ba Lan (Polish Airplay Top 100)           | 1               |
| Bồ Đào Nha (AFP)                          | 5               |
| Russia Phát thanh (Tophit)                | 2               |
| Scotland (OCC)                            | 8               |
| Slovakia (Rádio Top 100)                  | 5               |
| Slovakia (Singles Digitál Top 100)        | 7               |
| Slovenia (SloTop50)                       | 7               |
| Tây Ban Nha (PROMUSICAE)                  | 13              |
| Thụy Điển (Sverigetopplistan)             | 9               |
| Thụy Sĩ (Schweizer Hitparade)             | 2               |
| Anh Quốc (OCC)                            | 12              |
| Hoa Kỳ Billboard Hot 100                  | 2               |
| Hoa Kỳ Adult Contemporary (Billboard)     | 17              |
| Hoa Kỳ Adult Pop Airplay (Billboard)      | 1               |
| Hoa Kỳ Alternative Songs (Billboard)      | 1               |
| Hoa Kỳ Dance/Mix Show Airplay (Billboard) | 4               |
| Hoa Kỳ Hot Rock Songs (Billboard)         | 1               |
| Hoa Kỳ Pop Airplay (Billboard)            | 1               |
| Hoa Kỳ Rhythmic (Billboard)               | 31              |

| Bảng xếp hạng (2015)                  | Vị trí |
| ------------------------------------- | ------ |
| US Alternative Songs (Billboard)      | 35     |
| US Hot Rock Songs (Billboard)         | 12     |
| Bảng xếp hạng (2016)                  | Vị trí |
| Australia (ARIA)                      | 9      |
| Austria (Ö3 Austria Top 40)           | 5      |
| Belgium (Ultratop Flanders)           | 12     |
| Belgium (Ultratop Wallonia)           | 23     |
| Brazil (Billboard Brasil Hot 100)     | 36     |
| Canada (Canadian Hot 100)             | 6      |
| Denmark (Tracklisten)                 | 37     |
| France (SNEP)                         | 6      |
| Germany (Official German Charts)      | 8      |
| Hungary (Single Top 40)               | 23     |
| Hungary (Stream Top 100)              | 12     |
| Israel (Media Forest)                 | 5      |
| Italy (FIMI)                          | 21     |
| Netherlands (Dutch Top 40)            | 16     |
| Netherlands (Single Top 100)          | 25     |
| New Zealand (Recorded Music NZ)       | 11     |
| Poland (ZPAV)                         | 4      |
| Romania (Romanian Top 100)            | 185    |
| Russia Airplay (Tophit)               | 6      |
| Slovenia (SloTop50)                   | 31     |
| Spain (PROMUSICAE)                    | 34     |
| Sweden (Sverigetopplistan)            | 21     |
| Switzerland (Schweizer Hitparade)     | 4      |
| UK Singles (Official Charts Company)  | 31     |
| US Billboard Hot 100                  | 5      |
| US Adult Contemporary (Billboard)     | 44     |
| US Alternative Songs (Billboard)      | 4      |
| US Adult Top 40 (Billboard)           | 5      |
| US Dance/Mix Show Airplay (Billboard) | 32     |
| US Hot Rock Songs (Billboard)         | 1      |
| US Pop Songs (Billboard)              | 4      |
| Worldwide (IFPI)                      | 10     |
| Bảng xếp hạng (2017)                  | Vị trí |
| Hungary (Rádiós Top 40)               | 36     |

| Bảng xếp hạng                    | Vị trí |
| -------------------------------- | ------ |
| US Alternative Songs (Billboard) | 73     |

## Chứng nhận
| Quốc gia | Chứng nhận  | Số đơn vị/doanh số chứng nhận |
| --- | ----------- | ----------------------------- |
| Úc (ARIA) | 5× Bạch kim | 350.000‡                      |
| Áo (IFPI Áo) | Bạch kim    | 30.000‡                       |
| Bỉ (BEA) | 2× Bạch kim | 0‡                            |
| Canada (Music Canada) | 3× Bạch kim | 0*                            |
| Đan Mạch (IFPI Đan Mạch) | Bạch kim    | 60.000^                       |
| Pháp (SNEP) | Kim cương   | 250.000‡                      |
| Đức (BVMI) | 3× Vàng     | 450.000‡                      |
| Ý (FIMI) | 4× Bạch kim | 200.000‡                      |
| México (AMPROFON) | Vàng        | 30.000*                       |
| Hà Lan (NVPI) | Bạch kim    | 20.000‡                       |
| New Zealand (RMNZ) | 2× Bạch kim | 30.000*                       |
| Na Uy (IFPI) | 3× Bạch kim | 120.000‡                      |
| Ba Lan (ZPAV) | 3× Bạch kim | 60.000‡                       |
| Tây Ban Nha (PROMUSICAE) | 2× Bạch kim | 80.000‡                       |
| Thụy Điển (GLF) | 4× Bạch kim | 80.000‡                       |
| Thụy Sĩ (IFPI) | 2× Bạch kim | 60.000‡                       |
| Anh Quốc (BPI) | Bạch kim    | 600.000‡                      |
| Hoa Kỳ (RIAA) | 7× Bạch kim | 7.000.000‡                    |
| * Chứng nhận dựa theo doanh số tiêu thụ. ^ Chứng nhận dựa theo doanh số nhập hàng. ‡ Chứng nhận dựa theo doanh số tiêu thụ và phát trực tuyến. |             |                               |